# هادامار
شهر هاداماردر ایالت هسن در کشور آلمان واقع شده‌است.